# Monte Capodarso e Valle del Fiume Imera Meridionale
Monte Capodarso e Valle del Fiume Imera Meridionale este o arie protejată (arie specială de conservare — SAC, sit de importanță comunitară — SCI) din Italia întinsă pe o suprafață de 2.288 ha, integral pe uscat.

## Localizare
Centrul sitului Monte Capodarso e Valle del Fiume Imera Meridionale este situat la coordonatele 37°27′27″N 14°07′16″E / 37.457364°N 14.12113°E.

## Înființare
Situl Monte Capodarso e Valle del Fiume Imera Meridionale a fost declarat sit de importanță comunitară în septembrie 1995 pentru a proteja 1 specie de plante și 46 de specii de animale. Situl a fost protejat și ca arie specială de conservare în decembrie 2015.

## Biodiversitate
Situată în ecoregiunea mediteraneană, aria protejată conține 11 habitate naturale: Râuri mediteraneene cu debit permanent și vegetație de Glaucium flavum, Râuri mediteraneene cu debit permanent cu specii de Paspalo-Agrostidion și galerii riverane de Salix și de Populus alba, Pseudostepă cu ierburi și specii anuale de Thero-Brachypodietea, Tufărișuri halo-nitrofile (Pegano-Salsoletea), Păduri de stejar alb estice, Pante stâncoase calcaroase cu vegetație casmofită, Galerii și tufărișuri riverane sudice (Nerio-Tamaricetea și Securinegion tinctoriae), Pășuni mediteraneene udate de apa mării (Juncetalia maritimi), Râuri mediteraneene cu debit intermitent, cu specii de Paspalo-Agrostidion, Tufărișuri termo-mediteraneene și de pre-deșert, Salicornia și alte specii anuale care populează regiunile mlăștinoase și nisipoase.
La baza desemnării sitului se află mai multe specii protejate:
- plante (1): Tripolium sorrentinoi
- păsări (44): lăcar-de-lac (Acrocephalus scirpaceus), fluierar de munte (Actitis hypoleucos), ciocârlie-de-câmp (Alauda arvensis), pescăruș albastru (Alcedo atthis), fâsă-de-câmp (Anthus campestris), fâsă de luncă (Anthus pratensis), Aquila fasciata, egretă mare (Ardea alba), stârc cenușiu (Ardea cinerea), stârc roșu (Ardea purpurea), stârc galben (Ardeola ralloides), ciuf-de-pădure (Asio otus), Bubulcus ibis, pasărea ogorului (Burhinus oedicnemus), ciocârlie-cu-degete-scurte (Calandrella brachydactyla), bătăuș (Calidris pugnax), barză albă (Ciconia ciconia), barză neagră (Ciconia nigra), erete de stuf (Circus aeruginosus), erete vânăt (Circus cyaneus), erete cenușiu (Circus pygargus), gușă vânătă (Cyanecula svecica), egretă mică (Egretta garzetta), Falco biarmicus, șoim călător (Falco peregrinus), șoimul rândunelelor (Falco subbuteo), cocor (Grus grus), acvilă pitică (Hieraaetus pennatus), piciorong (Himantopus himantopus), rândunică (Hirundo rustica), stârc pitic (Ixobrychus minutus), ciocârlie de pădure (Lullula arborea), privighetoare (Luscinia megarhynchos), prigoare (Merops apiaster), gaia neagră (Milvus migrans), gaia roșie (Milvus milvus), codobatură galbenă (Motacilla alba), stârc de noapte (Nycticorax nycticorax), pietrar mediteranean (Oenanthe hispanica), pietrar sur (Oenanthe oenanthe), viespar (Pernis apivorus), ploier auriu (Pluvialis apricaria), fluierar de mlaștină (Tringa glareola), pupăză (Upupa epops)
- pești (1): Aphanius fasciatus
- reptile (1): Emys trinacris

Pe lângă speciile protejate, pe teritoriul sitului au mai fost identificate 60 de specii de plante, 27 de specii de păsări, 2 specii de amfibieni, 3 specii de mamifere, 5 specii de nevertebrate, 5 specii de reptile.